# Pitkäjärvi (Gällivare socken, Lappland, 742811-172529)
Pitkäjärvi är en sjö i Gällivare kommun i Lappland och ingår i Råneälvens huvudavrinningsområde.